# 7 de 7
El 7 de 7 és un castell de 7 pisos d'alçada i 7 persones per pis. Aquesta estructura és de forma composta, amb un 4 de 7 i un 3 de 7 que s'agafa a una de les rengles del quatre, coronat per dues parelles de dosos i dos aixecadors. El castell s'ha fet amb dues enxanetes que el coronen simultàniament, o amb un sol enxaneta, mètode que resulta més lent i complicat.

## Història
És una construcció que assoliren per primera vegada en la història els Margeners de Guissona el 12 de juliol del 2009, a la Festa Major de Súria i al primer intent. L'any següent, el 2010, quatre colles més també el portaren a plaça (tot i que als Castellers de Terrassa els quedà només en intent desmuntat), i fins i tot amb una variant, la que plantegen els Castellers de Vilafranca que el realitzaren amb un sol enxaneta. A la temporada 2011, la construcció es popularitzà definitivament, amb vuit noves colles que la van incorporar al seu repertori, i que portaren a plaça en més de quinze ocasions.

## Valoració/Puntuació
Aquest és un castell que ja s'ha afegit a la Taula de Puntuacions Unificada del concurs de castells de Tarragona. Alguns mitjans de comunicació sí que el puntuen en les seves taules, i situen el 7 de 7 —tant carregat com descarregat— just per sota del 5 de 7.

## Colles

### Assolit
Actualment hi ha 35 colles castelleres convencionals i 3 colles castelleres universitàries que han assolit el 7 de 7. Totes les que l'han portat a plaça han pogut almenys carregar-lo. Excepte els Castellers de Cornellà que només l'han carregat, totes les altres colles l'han carregat i descarregat sense caiguda. La taula següent mostra la data, diada i plaça en què les colles el carregaren o descarregaren per primera vegada:
| Núm. | Colla                              | Carregat               | Diada                                            | Plaça                                                            | Descarregat            | Diada                                            | Plaça                                                            |
| ---- | ---------------------------------- | ---------------------- | ------------------------------------------------ | ---------------------------------------------------------------- | ---------------------- | ------------------------------------------------ | ---------------------------------------------------------------- |
| 1    | Margeners de Guissona              | 12 de juliol de 2009   | Festa Major de Súria                             | Súria                                                            | 12 de juliol de 2009   | Festa Major de Súria                             | Súria                                                            |
| 2    | Castellers de Vilafranca           | 23 de maig de 2010     | Festa Major de Mollerussa                        | Mollerussa                                                       | 23 de maig de 2010     | Festa Major de Mollerussa                        | Mollerussa                                                       |
| 3    | Xiquets de Tarragona               | 6 de juny de 2010      | 84è Aniversari dels Nens del Vendrell            | Plaça Vella, El Vendrell                                         | 6 de juny de 2010      | 84è Aniversari dels Nens del Vendrell            | Plaça Vella, El Vendrell                                         |
| 4    | Castellers de Sants                | 29 d'agost de 2010     | Festa Major de Sant Bartomeu                     | Parc de l'Espanya Industrial, Barcelona                          | 29 d'agost de 2010     | Festa Major de Sant Bartomeu                     | Parc de l'Espanya Industrial, Barcelona                          |
| 5    | Capgrossos de Mataró               | 19 de juny de 2011     | 15 anys 15 castells                              | Mataró                                                           | 19 de juny de 2011     | 15 anys 15 castells                              | Mataró                                                           |
| 6    | Castellers de Terrassa             | 3 de juliol de 2011    | Festa Major de Terrassa                          | Raval de Montserrat, Terrassa                                    | 3 de juliol de 2011    | Festa Major de Terrassa                          | Raval de Montserrat, Terrassa                                    |
| 7    | Colla Jove de Castellers de Sitges | 24 de setembre de 2011 | Festa Major de Santa Tecla                       | Sitges                                                           | 24 de setembre de 2011 | Festa Major de Santa Tecla                       | Sitges                                                           |
| 8    | Nois de la Torre                   | 2 d'octubre de 2011    | VIII Concurs de castells Vila de Torredembarra   | Plaça del Castell, Torredembarra                                 | 2 d'octubre de 2011    | VIII Concurs de castells Vila de Torredembarra   | Plaça del Castell, Torredembarra                                 |
| 9    | Castellers del Poble Sec           | 2 d'octubre de 2011    | VIII Concurs de castells Vila de Torredembarra   | Plaça del Castell, Torredembarra                                 | 2 d'octubre de 2011    | VIII Concurs de castells Vila de Torredembarra   | Plaça del Castell, Torredembarra                                 |
| 10   | Xicots de Vilafranca               | 30 d'octubre de 2011   | XXVII Diada del Roser                            | Plaça de la Vila, Vilafranca del Penedès                         | 30 d'octubre de 2011   | XXVII Diada del Roser                            | Plaça de la Vila, Vilafranca del Penedès                         |
| 11   | Castellers de Barcelona            | 6 de novembre de 2011  | Festa Major del Camp de l'Arpa del Clot          | Plaça de Valentí Almirall, El Camp de l'Arpa del Clot, Barcelona | 6 de novembre de 2011  | Festa Major del Camp de l'Arpa del Clot          | Plaça de Valentí Almirall, El Camp de l'Arpa del Clot, Barcelona |
| 12   | Moixiganguers d'Igualada           | 13 de novembre de 2011 | Festa Major de Sant Martí de Tous                | Sant Martí de Tous                                               | 13 de novembre de 2011 | Festa Major de Sant Martí de Tous                | Sant Martí de Tous                                               |
| 13   | Minyons de Terrassa                | 14 d'abril de 2012     | 2a Culturassa                                    | Parc de Sant Jordi, Terrassa                                     | 14 d'abril de 2012     | 2a Culturassa                                    | Parc de Sant Jordi, Terrassa                                     |
| 14   | Colla Joves Xiquets de Valls       | 6 de maig de 2012      | Primavera Cultural                               | Plaça de l'Església, Perafort                                    | 6 de maig de 2012      | Primavera Cultural                               | Plaça de l'Església, Perafort                                    |
| 15   | Sagals d'Osona                     | 6 de maig de 2012      | Diada de Primavera                               | Centelles                                                        | 6 de maig de 2012      | Diada de Primavera                               | Centelles                                                        |
| 16   | Castellers de la Vila de Gràcia    | 17 de juny de 2012     | X Aniversari dels Matossers de Molins de Rei     | Plaça de l'Església, Molins de Rei                               | 17 de juny de 2012     | X Aniversari dels Matossers de Molins de Rei     | Plaça de l'Església, Molins de Rei                               |
| 17   | Minyons de l'Arboç                 | 8 de juliol de 2012    | Festa Major de Banyeres del Penedès              | Plaça de l'Om, Banyeres del Penedès                              | 8 de juliol de 2012    | Festa Major de Banyeres del Penedès              | Plaça de l'Om, Banyeres del Penedès                              |
| 18   | Nens del Vendrell                  | 22 de setembre de 2012 | Diada castellera                                 | Carrer dels Cafès, El Vendrell                                   | 22 de setembre de 2012 | Diada castellera                                 | Carrer dels Cafès, El Vendrell                                   |
| 19   | Colla de Castellers d'Esplugues    | 23 de setembre de 2012 | Festa Major de Sant Mateu                        | Plaça de Santa Magdalena, Esplugues de Llobregat                 | 23 de setembre de 2012 | Festa Major de Sant Mateu                        | Plaça de Santa Magdalena, Esplugues de Llobregat                 |
| 20   | Castellers de la Sagrada Família   | 6 d'octubre de 2012    | XXIV Concurs de castells de Tarragona            | Tarraco Arena Plaça, Tarragona                                   | 6 d'octubre de 2012    | XXIV Concurs de castells de Tarragona            | Tarraco Arena Plaça, Tarragona                                   |
| 21   | Xics de Granollers                 | 6 d'octubre de 2012    | XXIV Concurs de castells de Tarragona            | Tarraco Arena Plaça, Tarragona                                   | 6 d'octubre de 2012    | XXIV Concurs de castells de Tarragona            | Tarraco Arena Plaça, Tarragona                                   |
| 22   | Al·lots de Llevant                 | 13 d'octubre de 2012   |                                                  | Manacor                                                          | 13 d'octubre de 2012   |                                                  | Manacor                                                          |
| 23   | Castellers de Sabadell             | 27 d'octubre de 2012   | Vigília de la XIX Diada dels Saballuts           | Passeig de la Plaça Major, Sabadell                              | 27 d'octubre de 2012   | Vigília de la XIX Diada dels Saballuts           | Passeig de la Plaça Major, Sabadell                              |
| 24   | Marrecs de Salt                    | 1 de novembre de 2012  | Pujada del pilar a les escales de la catedral    | Plaça de la Catedral, Girona                                     | 1 de novembre de 2012  | Pujada del pilar a les escales de la catedral    | Plaça de la Catedral, Girona]                                    |
| 25   | Castellers de Badalona             | 17 de novembre de 2013 | XVI Diada dels Castellers de Badalona            | Plaça del Mag Li-Chang, Badalona                                 | 17 de novembre de 2013 | XVI Diada dels Castellers de Badalona            | Plaça del Mag Li-Chang, Badalona                                 |
| 26   | Castellers de Lleida               | 17 de novembre de 2013 | Festa de comiat de la temporada                  | Local de la colla, Lleida                                        | 17 de novembre de 2013 | Festa de comiat de la temporada                  | Local de la colla, Lleida                                        |
| 27   | Castellers de Sant Cugat           | 21 d'abril de 2013     | Diada d'aniversari dels Moixiganguers d'Igualada | Plaça Pius XII, Igualada                                         | 21 d'abril de 2013     | Diada d'aniversari dels Moixiganguers d'Igualada | Plaça Pius XII, Igualada                                         |
| 28   | Bordegassos de Vilanova            | 3 d'agost de 2013      | Festa Major                                      | Plaça de la Vila, Vilanova i la Geltrú                           | 3 d'agost de 2013      | Festa Major                                      | Plaça de la Vila, Vilanova i la Geltrú                           |
| 29   | Xiquets del Serrallo               | 19 d'agost de 2013     | Sant Magí                                        | Plaça de les Cols, Tarragona                                     | 19 d'agost de 2013     | Sant Magí                                        | Plaça de les Cols, Tarragona                                     |
| 30   | Xiquets de Reus                    | 14 de setembre de 2013 | Fira del vi                                      | Plaça de l'Església, Poboleda                                    | 14 de setembre de 2013 | Fira del vi                                      | Plaça de l'Església, Poboleda                                    |
| 31   | Castellers d'Esparreguera          | 6 d'octubre de 2013    | IX Concurs de castells Vila de Torredembarra     | Plaça del Castell, Torredembarra                                 | 6 d'octubre de 2013    | IX Concurs de castells Vila de Torredembarra     | Plaça del Castell, Torredembarra                                 |
| 32   | Castellers de Cornellà             | 3 de novembre de 2013  | Diada de la colla                                | Plaça de l'Església, Cornellà                                    |                        |                                                  |                                                                  |
| 33   | Colla Vella dels Xiquets de Valls  | 30 de març de 2014     | Festes de la Mare de Déu de la Llet              | Pavelló municipal, Puigpelat                                     | 30 de març de 2014     | Festes de la Mare de Déu de la Llet              | Pavelló municipal, Puigpelat                                     |
| 34   | Colla Castellera Jove de Barcelona | 24 de setembre de 2014 | Festa Major de la Mercè                          | Plaça de Sant Jaume, Barcelona                                   | 24 de setembre de 2014 | Festa Major de la Mercè                          | Plaça de Sant Jaume, Barcelona                                   |
| 35   | Castellers de Mollet               | 16 de juny de 2024     | X Trobada de Colles del Vallés Oriental          | Plaça Prat de la Riba, Mollet del Vallès                         | 16 de juny de 2024     | X Trobada de Colles del Vallés Oriental          | Plaça Prat de la Riba, Mollet del Vallès                         |
| 36   | Castellers de Caldes de Montbui    | 13 d'octubre de 2024   | Festa Major                                      | Plaça de la Font del Lleó, Caldes de Montbui                     | 13 d'octubre de 2024   | Festa Major                                      | Plaça de la Font del Lleó, Caldes de Montbui                     |

Colles universitàries
| Núm. | Colla                                | Carregat               | Diada                                                   | Plaça                           | Descarregat            | Diada                                                   | Plaça                           |
| ---- | ------------------------------------ | ---------------------- | ------------------------------------------------------- | ------------------------------- | ---------------------- | ------------------------------------------------------- | ------------------------------- |
| 1    | Arreplegats de la Zona Universitària | 3 de maig de 2013      | Diada de la Colla                                       | Plaça del 4de8, Barcelona       | 3 de maig de 2013      | Diada de la Colla                                       | Plaça del 4de8, Barcelona       |
| 2    | Ganàpies de la UAB                   | 17 de desembre de 2015 | XX Aniversari dels Arreplegats                          | Facultat de Biologia, Barcelona | 17 de desembre de 2015 | XX Aniversari dels Arreplegats                          | Facultat de Biologia, Barcelona |
| 3    | Bergants del Campus de Terrassa      | 23 de maig de 2024     | Diada de primavera dels Bergants del Campus de Terrassa | Plaça del Campus, Terrassa      | 23 de maig de 2024     | Diada de primavera dels Bergants del Campus de Terrassa | Plaça del Campus, Terrassa      |